# Mariem Jelifi
Mariem Jelifi (1 de abril de 2001) es una deportista tuneina que compite en judo. Ganó una medalla de plata en el Campeonato Africano de Judo de 2021 en la categoría de –70 kg.

## Palmarés internacional
| Campeonato Africano | Campeonato Africano | Campeonato Africano | Campeonato Africano |
| Año                 | Lugar               | Medalla             | Categoría           |
| ------------------- | ------------------- | ------------------- | ------------------- |
| 2021                | Dakar (Senegal)     | Medalla de plata    | –70 kg              |